# Таран Павло Андрійович
Павло́ Андрі́йович Тара́н (18 жовтня 1916 — 14 вересня 2005) — радянський військовий льотчик авіації далекої дії, учасник Другої світової війни. Генерал-лейтенант авіації (1967). Двічі Герой Радянського Союзу (1942, 1944).

## Біографія
Народився 18 жовтня 1916 року в селі Шолохове (нині — Нікопольський район Дніпропетровської області) в селянській родині. Українець. Член ВКП(б) з 1942 року.
Після закінчення 7 класів школи працював електриком на Нікопольському металургійному заводі.
У лавах РСЧА з 1937 року. У 1938 році закінчив Качинську військову авіаційну школу льотчиків. Брав участь у радянському вторгненні до Польщі й радянсько-фінській війні.
Учасник німецько-радянської війни з червня 1941 року. Старший лейтенант П. А. Таран зустрів початок війни на посаді командира авіаційної ланки 81-го далекобомбардувального авіаційного полку 50-ї далекобомбардувальної авіаційної дивізії. Невдовзі призначений командиром ескадрильї 5-го гвардійського авіаційного полку 50-ї авіаційної дивізії 6-го авіаційного корпусу авіації далекої дії. До квітня 1944 року майор П. А. Таран — інспектор-льотчик з техніки пілотування 6-го авіаційного корпусу АДД, згодом — командир 240-го гвардійського бомбардувального авіаційного полку.
Всього за роки війни гвардії підполковник П. А. Таран здійснив 386 бойових вильотів.
У повоєнні роки продовжив військову службу у ВПС СРСР. У 1958 році закінчив Військову академію Генерального штабу. З 1960 року — співробітник центрального апарату міністерства оборони СРСР. Обіймав посаду начальника управління ППО і авіації Головного оперативного управління Генерального штабу ЗС СРСР. З 1970 року — у запасі, згодом — у відставці. Працював консультантом у ОКБ імені А. М. Туполєва.
Мешкав у Москві. Помер 14 вересня 2005 року. Похований на Троєкурівському цвинтарі.

## Нагороди
Указом Президії Верховної Ради СРСР від 20 червня 1942 року за відзнаку при виконанні бойових завдань командування та виявлені при цьому героїзм і мужність Тарану Павлу Андрійовичу присвоєне звання Героя Радянського Союзу з врученням ордена Леніна і медалі «Золота Зірка» (№ 597).
Указом Президії верховної Ради від 13 березня 1944 року за вміле командування ескадрильєю, успішні бомбові удари по об'єктах супротивника на Таманському півострові, у Криму і Донбасі, виявлені при цьому ініціативу і героїзм Таран Павло Андрійович нагороджений другою медаллю «Золота Зірка» (№ 18/II).
Також нагороджений орденом Жовтневої Революції (1978), двома орденами Червоного Прапора (1941, 1955), орденами Трудового Червоного Прапора (1973), Олександра Невського (1945), двома орденами Вітчизняної війни 1-го ступеня (1943, 1985), двома орденами Червоної Зірки (1941, 1953), медалями та іноземними нагородами.